# Cuscuta denticulata
Cuscuta denticulata ist eine Pflanzenart aus der Gattung Seide (Cuscuta) in der Familie der Windengewächse (Convolvulaceae).

## Beschreibung
Cuscuta denticulata ist eine parasitäre Pflanze. Ihre Stängel sind fadenförmig und hellgelb bis cremefarben. Die Blütenstände sind knäuelförmige Zymen aus zwei bis sieben (selten nur einer oder bis zu zwölf) Blüten. An der Basis der Blütengruppen sowie an den Blütenstielen stehen ein bis drei Tragblätter. Diese sind häutig, nahezu rund, eiförmig, rhombisch oder eiförmig-lanzettlich. Die Ränder sind ganzrandig oder gezähnt, die Spitze ist spitz bis stumpf. Die Blütenstiele sind 0,5 bis 2,2 mm lang oder können selten ganz fehlen.
Die Blütenknospen sind meist gerundet und nur selten spitz. Die Blüten selbst sind meist fünfzählig, selten auch vierzählig, 1,8 bis 3,1 mm lang und häutig. Dem Blütenboden und der Basis der Blütenhülle fehlen fleischige Zellen, Papillen werden ebenfalls nicht gebildet. In Mittelrippen der Kelchlappen sind Milchröhren zu sehen. Sie sind in Reihe angeordnet und verlängert. Die Kelchlappen überlappen sich an der Basis, sind umgekehrt-eiförmig rund, die Ränder sind gezähnt, die Spitze abgerundet. Der Kelch trennt sich in rehydrierten Blüten leicht von der Krone. Er ist strohgelb, netzartig strukturiert und glänzend, glocken- bis urnenförmig und genauso oder beinahe so lang wie die Krone.
Die Krone ist weiß gefärbt und wird beim Trocknen cremegelb. Die Kronröhre ist glockenförmig, 0,6 bis 1,5 mm lang. Die Kronlappen sind zurückgebogen und sind in etwa genauso lang wie die Röhre. Sie sind eiförmig bis breit elliptisch geformt, der Rand ist unregelmäßig gezähnt, die Spitze ist gerundet.
Die Staubblätter ragen nicht oder nur leicht über die Krone hinaus, sie sind kürzer als die Kronlappen. Die Staubbeutel haben eine Länge von 0,25 bis 0,4 mm und sind nahezu rund bis elliptisch geformt. Die Staubfäden sind 0,2 bis 0,4 mm lang. Die Pollenkörner sind 15 bis 17,5 µm lang. Zwischen den Staubblättern stehen Schuppen, die die Basis der Staubfäden berühren. Sie sind langgestreckt eiförmig, gleichmäßig gezähnt oder gefranst.
Die Griffel sind ungleich geformt, fadenförmig und 0,3 bis 0,5 mm lang und damit 1/3- bis 1/2-mal so lang wie der Fruchtknoten. Die Narben sind kopfig und kugelförmig.
Die Früchte sind nicht-aufspringende bis unregelmäßig aufspringende, abfallende Kapseln. Sie sind 1,3 bis 2,1 × 1 bis 2 mm groß, durchscheinend und mit der verwelkten Krone besetzt. Jede Kapsel enthält nur einen Samen, der sich leicht aus den Kapseln löst. Die Samen sind kugelförmig bis kugelförmig-eiförmig und 0,85 bis 1,1 × 0,82 bis 1,1 mm groß. Das chalazale Ende des Samens (also der Mikropyle gegenüberliegend) ist gerundet. Das Hilum ist nicht eingesenkt und misst etwa 0,1 bis 0,2 mm im Durchmesser. Die Samenhülle trockener Samen ist grubig, werden die Samen gewässert, wird die Samenhülle papillös. Das Embryo ist kugelförmig vergrößert, das Endosperm ist bei Samenreife bereits vollständig verbraucht.
Die Blütezeit reicht von März bis Oktober (selten auch bis Dezember).

## Vorkommen
Cuscuta denticulata kommt in Nordamerika vor; das Verbreitungsgebiet umfasst in den Vereinigten Staaten die Bundesstaaten Arizona, Kalifornien, Colorado, Idaho, Nevada, Utah und Washington. In Mexiko tritt die Art in den Bundesstaaten Baja California bis südwärts an die Sierra Juarez und die Sierra de San Pedro Mártir auf.

## Ökologie
Die Art parasitiert vor allem an Artemisia, Chrysothamnus und Larrea, aber auch an Traubenkräutern (Ambrosia), Melden (Atriplex), Coleogyne, Covillea, Ericameria, Eriogonum, Gutierrezia, Hymenoclea, Lepidospartum und anderen.